# Selección de hockey sobre hielo sub-18 de la Unión Soviética
La selección de hockey sobre hielo sub-18 de la Unión Soviética era el equipo nacional masculino de hockey sobre hielo sub-18 en la Unión Soviética. Fue sucedido por la selección de hockey sobre hielo sub-18 de Rusia.
El equipo ganó un total de 23 medallas en el Campeonato Europeo Juvenil, incluidas 11 medallas de oro, siete de plata y cinco de bronce. También ganaron el oro en el Campeonato de Europa Sub-19 no oficial de 1967.

## Participaciones

### Campeonato Europeo Juvenil
- 1967 (no oficial):
- 1968:
- 1969:
- 1970:
- 1971:
- 1972:
- 1973:
- 1974:
- 1975:
- 1976:
- 1977:
- 1978:
- 1979:
- 1980:
- 1981:
- 1982:
- 1983:
- 1984:
- 1985:
- 1986: 4°
- 1987:
- 1988:
- 1989:
- 1990:
- 1991: